# Saison 3 d'Urgences
Chronologie
Saison 2 Saison 4
Cet article présente le guide des épisodes de la troisième saison de la série télévisée Urgences (E.R.).
À noter, dans un but de clarification des personnages : il existe différents « grades » concernant les employés d'un hôpital, pour plus de précision consultez la section grades de l'article principal Urgences.

## Distribution

### Acteurs principaux
- Anthony Edwards (VF : William Coryn) : Dr Mark Greene, urgentiste titulaire
- George Clooney (VF : Patrick Noérie) : Dr Douglas « Doug » Ross, pédiatre en clinicat de pédiatrie d'urgence
- Eriq La Salle (VF : Thierry Desroses) : Dr Peter Benton, résident en chirurgie de 4e année
- Sherry Stringfield (VF : Emmanuelle Bondeville) : Dr Susan Lewis, urgentiste résidente de 4e année (quitte la série lors de l'épisode 8)
- Noah Wyle (VF : Eric Missoffe) : Dr John Carter, interne de 1re année en chirurgie
- Julianna Margulies (VF : Hélène Chanson) : Carol Hathaway, infirmière en chef
- Gloria Reuben (VF : Brigitte Berges) : Jeanie Boulet, assistante médicale
- Laura Innes (VF : Stéphanie Murat) : Dr Kerry Weaver, urgentiste titulaire

### Acteurs récurrents

#### Membres du personnel de l'hôpital
- William H. Macy (VF : Jacques Bouanich) : Dr David Morgenstern, titulaire en chirurgie générale, chef des urgences et de la chirurgie
- John Aylward (VF : Michel Bedetti) : Dr Donald « Don » Anspaugh, titulaire en chirurgie générale, chef du personnel de l'hôpital
- CCH Pounder (VF : Sophie Lepanse) : Dr Angela Hicks, titulaire en chirurgie générale
- Glenne Headly : Dr Abby Keaton, titulaire en chirurgie pédiatrique
- Sam Anderson (VF : Jean-Claude Robbe) : Dr Jack Kayson, cardiologue titulaire, chef de la cardiologie, membre du conseil de l'hôpital
- Amy Aquino (VF : Denise Roland) : Dr Janet Coburn, gynécologue-obstétricienne titulaire
- Perry Anzilotti (en) : Perry, anesthésiste
- Jorja Fox (VF : Nathalie Spitzer) : Dr Maggie Doyle, interne de 1re année aux urgences
- Maria Bello (VF : Virginie Ledieu) : Dr Anna Del'Amico, pédiatre, interne en stage aux urgences
- Omar Epps : Dr Dennis Gant, interne en chirurgie
- Matthew Glave (VF : Maurice Decoster) : Dr Dale Edson, interne en chirurgie
- Conni Marie Brazelton (VF : Barbara Delsol) : Connie Oligario, infirmière
- Ellen Crawford (VF : Anne Ludovik) : Lydia Wright, infirmière
- Deezer D (en) (VF : Martin Brieuc) : Malik McGrath, infirmier
- Vanessa Marquez (VF : Véronique Alycia) : Wendy Goldman, infirmière
- Yvette Freeman (VF : Maïté Monceau) : Haleh Adams, infirmière (dénommée Shirley Adams dans la version française)
- Lily Mariye (en) (VF : Catherine Artigala) : Lily Jarvik, infirmière
- Laura Cerón (VF : Colette Nucci) : Ethel « Chuny » Marquez, infirmière
- Lucy Rodriguez : Bjerke, infirmière
- Dinah Lenney (en) : Shirley, infirmière en chirurgie
- Meg Thalken (en) : Dee McManus, infirmière volante (secours par hélicoptère)
- Abraham Benrubi (VF : Bruno Carna) : Jerry Markovic, réceptionniste
- Kristin Minter (VF : Déborah Perret) : Miranda « Randi » Fronczak, réceptionniste
- Emily Wagner (VF : Annabelle Roux) : Doris Pickman, secouriste
- Montae Russell (en) : Zadro White, secouriste
- Lynn A. Henderson (VF : Véronique Alycia) : Pamela Olbes, secouriste
- Brian Lester : Brian Dumar, secouriste
- J.P. Hubbell : Audia, secouriste
- Ron Eldard (VF : Pierre Tessier) : Ray « Shep » Shepard, secouriste
- Erica Gimpel : Adele Neuman, services sociaux

#### Autres
- Christine Harnos (en) (VF : Nathalie Régnier) : Jennifer « Jenn » Simmon, ex-femme de Mark Greene
- Yvonne Zima : Rachel Greene, fille de Mark Greene
- Khandi Alexander (VF : Maïk Darah) : Jackie Robbins, sœur de Peter Benton
- Lisa Nicole Carson (VF : Annie Milon) : Carla Reese, amie de Peter Benton
- Rose Gregorio : Helen Hathaway, mère de Carol Hathaway
- Michael Beach (VF : Serge Faliu) : Al Boulet, ex-mari de Jeanie Boulet
- Mike Genovese : officier Al Grabarsky, policier
- Kirsten Dunst (VF : Alexandra Garijo) : Charlie, patiente récurrente
- Red Buttons : Jules « Ruby » Rubadoux, patient récurrent
- Ewan McGregor (VF : Mathias Kozlowski) : Duncan Stewart

## Épisodes

### Épisode 1:Dr. Carter, je présume?
- États-Unis : 26 septembre 1996 sur NBC

- Abraham Benrubi (Jerry Markovic)
- Ellen Crawford (Lydia Wright)
- Yvette Freeman (Haley Adams)
- Khandi Alexander (Jackie Robins)
- Ron Eldard (Shep)
- Omar Epps (Dr Denis Gant)
- Laura Ceron (Chuny Marquez)
- Lily Mariye (Lily Jarvik)
- Connie Marie Brazelton (Connie Oligario)
- Deezer D. (Malik McGrath)
- Matthew Glave (Dr Dale Edson)
- Lisa Nicole Carson (Carla Reese)
- Charles Noland (E-Ray)
- Emily Wagner (Pickman)
- Lynn A. Henderson (Olbes)
- Montae Russell (Zadro White)

### Épisode 2:Hôpital en sursis
- États-Unis : 3 octobre 1996 sur NBC

- John Aylward (Dr Donald Anspaugh)
- William H. Macy (Dr David Morgenstern)
- Abraham Benrubi (Jerry Markovic)
- Ellen Crawford (Lydia Wright)
- Yvette Freeman (Haley Adams)
- Omar Epps (Dr Denis Gant)
- Michael Beach (Al Boulet)
- Laura Ceron (Chuny Marquez)
- Connie Marie Brazelton (Connie Oligario)
- Deezer D. (Malik McGrath)
- Kristin Minter (Randy Fonczak)
- Charles Noland (E-Ray)
- Emily Wagner (Pickman)
- Brian Lester (Dumar)

### Épisode 3:Profil bas
- États-Unis : 10 octobre 1996 sur NBC

- John Aylward (Dr Donald Anspaugh)
- Jorja Fox (Maggie Doyle)
- Abraham Benrubi (Jerry Markovic)
- Ellen Crawford (Lydia Wright)
- Yvette Freeman (Haley Adams)
- Glenne Headly (Dr Abby Keaton)
- Omar Epps (Dr Denis Gant)
- Lily Mariye (Lily Jarvik)
- Connie Marie Brazelton (Connie Oligario)
- Deezer D. (Malik McGrath)
- Emily Wagner (Pickman)

### Épisode 4:Le dernier appel
- États-Unis : 17 octobre 1996 sur NBC

- John Aylward (Dr Donald Anspaugh)
- Jorja Fox (Maggie Doyle)
- Abraham Benrubi (Jerry Markovic)
- Ellen Crawford (Lydia Wright)
- Yvette Freeman (Haley Adams)
- Glenne Headly (Dr Abby Keaton)
- Omar Epps (Dr Denis Gant)
- Lily Mariye (Lily Jarvik)
- Connie Marie Brazelton (Connie Oligario)
- Vanessa Marquez (Wendy Goldman)
- Lisa Nicole Carson (Carla Reese)
- Charles Noland (E-Ray)
- Lynn A. Henderson (Olbes)

### Épisode 5:Fantômes
- États-Unis : 31 octobre 1996 sur NBC

- John Aylward (Dr Donald Anspaugh)
- Jorja Fox (Maggie Doyle)
- Abraham Benrubi (Jerry Markovic)
- Michael Beach (Al Boulet)
- Ellen Crawford (Lydia Wright)
- Yvette Freeman (Haley Adams)
- Glenne Headly (Dr Abby Keaton)
- Omar Epps (Dr Denis Gant)
- Laura Ceron (Chuny Marquez)
- Lily Mariye (Lily Jarvik)
- Deezer D. (Malik McGrath)
- Emily Wagner (Pickman)
- Lynn A. Henderson (Olbes)

### Épisode 6:Phobie de l'avion
- États-Unis : 7 novembre 1996 sur NBC

- Jorja Fox (Maggie Doyle)
- Abraham Benrubi (Jerry Markovic)
- Ellen Crawford (Lydia Wright)
- Glenne Headly (Dr Abby Keaton)
- Omar Epps (Dr Denis Gant)
- Laura Ceron (Chuny Marquez)
- Connie Marie Brazelton (Connie Oligario)
- Kristin Minter (Randy Fonczak)
- Emily Wagner (Pickman)
- Bellina Logan (Kit)
- Perry Anzilloti (Perry)

### Épisode 7:Réfléchir avant d'agir
- États-Unis : 14 novembre 1996 sur NBC

- John Aylward (Dr Donald Anspaugh)
- William H. Macy (Dr David Morgenstern)
- Jorja Fox (Maggie Doyle)
- Abraham Benrubi (Jerry Markovic)
- Ellen Crawford (Lydia Wright)
- Yvette Freeman (Haley Adams)
- Glenne Headly (Dr Abby Keaton)
- Omar Epps (Dr Denis Gant)
- Laura Ceron (Chuny Marquez)
- Deezer D. (Malik McGrath)
- Vanessa Marquez (Wendy Goldman)
- Matthew Glave (Dr Dale Edson)
- Charles Noland (E-Ray)
- Emily Wagner (Pickman)
- Montae Russell (Zadro White)
- Bellina Logan (Kit)

### Épisode 8:Gare centrale
- États-Unis : 21 novembre 1996 sur NBC

- Jorja Fox (Maggie Doyle)
- Deborah May (Mary Cain)
- Michael Beach (Al Boulet)
- Ellen Crawford (Lydia Wright)
- Yvette Freeman (Haley Adams)
- Glenne Headly (Dr Abby Keaton)
- Laura Ceron (Chuny Marquez)
- Connie Marie Brazelton (Connie Oligario)
- Deezer D. (Malik McGrath)
- Kristin Minter (Randy Fonczak)
- Lisa Nicole Carson (Carla Reese)
- Charles Noland (E-Ray) Emily Wagner (Pickman)
- Lynn A. Henderson (Olbes)
- Montae Russell (Zadro White)

### Épisode 9:Ne posez pas de questions, je ne mentirai pas
- États-Unis : 12 décembre 1996 sur NBC

- John Aylward (Dr Donald Anspaugh)
- William H Macy (Dr David Morgenstern)
- Michael Beach (Al Boulet)
- Ellen Crawford (Lydia Wright)
- Yvette Freeman (Haley Adams)
- Glenne Headly (Dr Abby Keaton)
- Omar Epps (Dr Denis Gant)
- Connie Marie Brazelton (Connie Oligario)
- Deezer D. (Malik McGrath)
- Dinah Lenney (Shirley)
- Kristin Minter (Randy Fonczak)
- Charles Noland (E-Ray)
- Lynn A. Henderson (Olbes)
- Brian Lester (Dumar)

### Épisode 10:Sans abri pour Noël
- États-Unis : 19 décembre 1996 sur NBC

- John Aylward (Dr Donald Anspaugh)
- Jorja Fox (Maggie Doyle)
- Michael Beach (Al Boulet)
- Yvette Freeman (Haley Adams)
- Glenne Headly (Dr Abby Keaton)
- Omar Epps (Dr Denis Gant)
- Yvonne Zima (Rahcel)
- Christine Harnos (Jennifer Simon)
- Laura Ceron (Chuny Marquez)
- Lily Mariye (Lily Jarvik)
- Connie Marie Brazelton (Connie Oligario)
- Deezer D. (Malik McGrath)
- Kristin Minter (Randy Fonczak)
- Lisa Nicole Carson (Carla Reese)
- Charles Noland (E-Ray)
- Emily Wagner (Pickman)
- Lynn A. Henderson (Olbes)
- Montae Russell (Zadro White)

### Épisode 11:Nuit morte
- États-Unis : 16 janvier 1997 sur NBC

- John Aylward (Dr Donald Anspaugh)
- Jorja Fox (Maggie Doyle)
- Ellen Crawford (Lydia Wright)
- Glenne Headly (Dr Abby Keaton)
- Deborah May (Mary Cain)
- Omar Epps (Dr Denis Gant)
- Connie Marie Brazelton (Connie Oligario)
- Deezer D. (Malik McGrath)
- Vanessa Marquez (Wendy Goldman)
- Kristin Minter (Randy Fonczak)
- Bellina Logan (Kit)
- Emily Wagner (Pickman)
- Brian Lester (Dumar)

### Épisode 12:Post mortem
- États-Unis : 23 janvier 1997 sur NBC

- John Aylward (Dr Donald Anspaugh)
- Yvette Freeman (Haley Adams)
- CCH Pounder (Dr Angela Hicks)
- Deborah May (Mary Cain)
- Harry J Lennix (Dr Greg Fischer)
- Laura Ceron (Chuny Marquez)
- Lily Mariye (Lily Jarvik)
- Connie Marie Brazelton (Connie Oligario)
- Deezer D. (Malik McGrath)
- Matthew Glave (Dr Dale Edson)
- Charles Noland (E-Ray)
- Wagner (Pickman)
- Montae Russell (Zadro White)
- Brian Lester (Dumar)

### Épisode 13:Se voiler la face
- États-Unis : 30 janvier 1997 sur NBC

- John Aylward (Dr Donald Anspaugh)
- William H. Macy (Dr David Morgenstern)
- Jorja Fox (Maggie Doyle)
- Ellen Crawford (Lydia Wright)
- Yvette Freeman (Haley Adams)
- CCH Pounder (Dr Angela Hicks)
- Harry J Lennix (Dr Greg Fischer)
- Deborah May (Mary Cain)
- Laura Ceron (Chuny Marquez)
- Lily Mariye (Lily Jarvik)
- Connie Marie Brazelton (Connie Oligario)
- Deezer D. (Malik McGrath)
- Lisa Nicole Carson (Carla Reese)
- Charles Noland (E-Ray)
- Lynn A. Henderson (Olbes)
- Montae Russell (Zadro White)
- Brian Lester (Dumar)

### Épisode 14:Boomerang
- États-Unis : 6 février 1997 sur NBC

- Khandi Alexander (Jacki Robbins)
- Jorja Fox (Maggie Doyle)
- Abraham Benrubi (Jerry Markovic)
- Ellen Crawford (Lydia Wright)
- Yvette Freeman (Haley Adams)
- CCH Pounder (Dr Angela Hicks)
- Harry J Lennix (Dr Greg Fischer)
- Laura Ceron (Chuny Marquez)
- Connie Marie Brazelton (Connie Oligario)
- Deezer D. (Malik McGrath)
- Vanessa Marquez (Wendy Goldman)
- Dinah Lenney (Shirley)
- Charles Noland (E-Ray)
- Emily Wagner (Pickman)
- Perry Anzilloti (Perry)
- Brian Lester (Dumar)

### Épisode 15:L'issue était fatale
- États-Unis : 13 février 1997 sur NBC

- Ewan Mcgregor (Duncan)
- Abraham Benrubi (Jerry Markovic)
- Mason Gamble (Robert)
- Ellen Crawford (Lydia Wright)
- Yvette Freeman (Haley Adams)
- Lily Mariye (Lily Jarvik)
- Deezer D. (Malik McGrath)
- Lynn A. Henderson (Olbes)
- Marisol Nichols (Angie)

### Épisode 16:Foi en la vie
- États-Unis : 20 février 1997 sur NBC

- Sam Anderson (Dr Jack Kayson)
- John Aylward (Dr Donald Anspaugh)
- Jorja Fox (Maggie Doyle)
- Abraham Benrubi (Jerry Markovic)
- Ellen Crawford (Lydia Wright)
- Yvette Freeman (Haley Adams)
- CCH Pounder (Dr Angela Hicks)
- Harry J Lennix (Dr Greg Fischer)
- Deborah May (Mary Cain)
- Laura Ceron (Chuny Marquez)
- Lily Mariye (Lily Jarvik)
- Connie Marie Brazelton (Connie Oligario)
- Vanessa Marquez (Wendy Goldman)
- Dinah Lenney (Shirley)
- Matthew Glave (Dr Dale Edson)
- Lisa Nicole Carson (Carla Reese)
- Montae Russell (Zadro White)

Une enquête établit qu'Hathaway n'a commis aucune négligence ayant entraîné la mort d'un patient, l'infirmière reprend donc son travail. Elle s'inscrit immédiatement pour suivre des cours de médecine. Benton annonce à sa petite amie qu'il assumera son rôle de père mais celle-ci en doute. Plus tard, envahi par le remords, il avoue à Hicks qu'il était trop préoccupé par sa carrière pour s'inquiéter des sentiments de Gant. Greene s'occupe d'une patiente de 37 ans, atteinte du syndrome de Down. Celle-ci a besoin d'une greffe cardiaque mais sa mère s'y oppose, ne voulant pas que sa fille lui survive et reste seule

### Épisode 17:Tribus
- États-Unis : 10 avril 1997 sur NBC

- Amy Aquino (Dr Janet Coburn)
- Jorja Fox (Maggie Doyle)
- Abraham Benrubi (Jerry Markovic)
- Christine Harnos (Jennifer Simon)
- Ellen Crawford (Lydia Wright)
- Yvette Freeman (Haley Adams)
- CCH Pounder (Dr Angela Hicks)
- Lily Mariye (Lily Jarvik)
- Connie Marie Brazelton (Connie Oligario)
- Deezer D. (Malik McGrath)
- Lisa Nicole Carson (Carla Reese)
- Yvonne Zima (Rahcel)
- Emily Wagner (Pickman)
- Lynn A. Henderson (Olbes)
- Montae Russell (Zadro White)
- Brian Lester (Dumar)

### Épisode 18:Pile ou Face
- États-Unis : 17 avril 1997 sur NBC

- Amy Aquino (Dr Janet Coburn)
- John Aylward (Dr Donald Anspaugh)
- Yvonne Zima (Rahcel)
- Jorja Fox (Maggie Doyle)
- Abraham Benrubi (Jerry Markovic)
- Michael Beach (Al Boulet)
- Ellen Crawford (Lydia Wright)
- Yvette Freeman (Haley Adams)
- CCH Pounder (Dr Angela Hicks)
- Harry J Lennix (Dr Greg Fischer)
- Laura Ceron (Chuny Marquez)
- Connie Marie Brazelton (Connie Oligario)
- Deezer D. (Malik McGrath)
- Lisa Nicole Carson (Carla Reese)
- Charles Noland (E-Ray)
- Emily Wagner (Pickman)
- Montae Russell (Zadro White)
- Ted Rooney (Dr Tabasch)

### Épisode 19:On demande le Docteur Hathaway
- États-Unis : 24 avril 1997 sur NBC

- Khandi Alexander (Jackie Robbins)
- John Aylward (Dr Donald Anspaugh)
- Yvonne Zima (Rachel)
- Jorja Fox (Maggie Doyle)
- Abraham Benrubi (Jerry Markovic)
- Yvette Freeman (Haley Adams)
- Laura Ceron (Chuny Marquez)
- Lily Mariye (Lily Jarvik)
- Connie Marie Brazelton (Connie Oligario)
- Deezer D. (Malik McGrath)
- Vanessa Marquez (Wendy Goldman)
- Matthew Glave (Dr Dale Edson)
- Lisa Nicole Carson (Carla Reese)
- Emily Wagner (Pickman)
- Lynn A. Henderson (Olbes)
- Bellina Logan (Kit)

### Épisode 20:Coup du sort
- États-Unis : 1er mai 1997 sur NBC

- Maria Bello (Dr Anna Del Amico)
- John Aylward (Dr Donald Anspaugh)
- Jorja Fox (Maggie Doyle)
- Amy Aquino (Dr Janet Coburn)
- Abraham Benrubi (Jerry Markovic)
- Ellen Crawford (Lydia Wright)
- CCH Pounder (Dr Angela Hicks)
- Laura Ceron (Chuny Marquez)
- Deezer D. (Malik McGrath)
- Lisa Nicole Carson (Carla Reese)
- Kristin Minter (Randy Foncszack)
- Emily Wagner (Pickman)
- Lynn A. Henderson (Olbes)
- Dinah Lenney (Shirley)

### Épisode 21:Fais un vœu
- États-Unis : 8 mai 1997 sur NBC

- Maria Bello (Dr Anna Del Amico)
- John Aylward (Dr Donald Anspaugh)
- Jorja Fox (Maggie Doyle)
- Michael Beach (Al Boulet)
- Ellen Crawford (Lydia Wright)
- Yvette Freeman (Haley Adams)
- Laura Ceron (Chuny Marquez)
- Lily Mariye (Lily Jarvik)
- Connie Marie Brazelton (Connie Oligario)
- Deezer D. (Malik McGrath)
- Kristin Minter (Randy Fonczak)
- Lisa Nicole Carson (Carla Reese)
- Charles Noland (E-Ray)
- Emily Wagner (Pickman)
- Ted Rooney (Dr Tabasch)

### Épisode 22:En attendant la suite
- États-Unis : 15 mai 1997 sur NBC

- Maria Bello (Dr Anna Del Amico)
- John Aylward (Dr Donald Anspaugh)
- Khandi Alexander (Jackie)
- Jorja Fox (Maggie Doyle)
- Abraham Benrubi (Jerry Markovic)
- Michael Beach (Al Boulet)
- Ellen Crawford (Lydia Wright)
- Yvette Freeman (Haley Adams)
- CCH Pounder (Dr Angela Hicks)
- Laura Ceron (Chuny Marquez)
- Lily Mariye (Lily Jarvik)
- Connie Marie Brazelton (Connie Oligario)
- Deezer D. (Malik McGrath)
- Vanessa Marquez (Wendy Goldman)
- Dinah Lenney (Shirley)
- Lisa Nicole Carson (Carla Reese)
- Charles Noland (E-Ray)
- Erica Gimpel (Adele Newman)
- Montae Russell (Zadro White)
- Bellina Logan (Kit)
- Ted Rooney (Dr Tabasch)
- JP Hubbell (Audia)